# Cambria (Wisconsin)
Cambria es una villa ubicada en el condado de Columbia en el estado estadounidense de Wisconsin. En el Censo de 2010 tenía una población de 767 habitantes y una densidad poblacional de 286,13 personas por km².

## Geografía
Cambria se encuentra ubicada en las coordenadas 43°32′29″N 89°6′41″O / 43.54139, -89.11139. Según la Oficina del Censo de los Estados Unidos, Cambria tiene una superficie total de 2.68 km², de la cual 2.55 km² corresponden a tierra firme y (4.83%) 0.13 km² es agua.

## Demografía
Según el censo de 2010, había 767 personas residiendo en Cambria. La densidad de población era de 286,13 hab./km². De los 767 habitantes, Cambria estaba compuesto por el 91.66% blancos, el 0.78% eran afroamericanos, el 0.13% eran amerindios, el 0.39% eran asiáticos, el 0% eran isleños del Pacífico, el 6.39% eran de otras razas y el 0.65% pertenecían a dos o más razas. Del total de la población el 12.13% eran hispanos o latinos de cualquier raza.